# Ksenotym
Ksenotym – rzadki minerał, z gromady fosforanów, odkryty został w 1832 roku. Nazwa pochodzi od gr. ksenos = obcy i time = cześć (czcić), co wiąże się z bardzo zmiennym składem chemicznym tego minerału, w którym itr bywa często podstawiany przez tor i uran.

## Właściwości
Zazwyczaj tworzy kryształy o pokroju słupkowym, grubotabliczkowym, często zakończone bipiramidami. Występuje w skupieniach ziarnistych, promienistych, rozetowych. Występuje też jako luźne ziarna w skałach. Jest kruchy, przezroczysty. Często zawiera uran, cyrkon, tor. Jest izostrukturalny = izomorficzny z cyrkonem. Bywa radioaktywny.

## Występowanie
Powstaje w wyniku procesów magmowych. Najczęściej występuje w pegmatytach granitowych, granitach. Często współwystępuje z cyrkonem, monacytem. Bywa spotykany w skałach okruchowych. 
Miejsca występowania: Ksenotym występuje w dużych ilościach w Norwegii, ale też w Algierii, Australii, Austrii, Belgii, Boliwii, Brazylii, Kanadzie, Chinach, Czechach, Niemczech, Indiach, Japonii, Kazachstanie, Mongolii, Namibii, Nigerii, Pakistanie, Rosji, RPA, Hiszpanii, Szwecji, Szwajcarii, na Słowacji, Madagaskarze, Grenlandii, Węgrzech, we Włoszech i we Francji.
- Wielkiej Brytanii (Walia),
- Stanach Zjednoczonych (Alabama, Alaska, Arizona, Arkansas, Kalifornia, Kolorado, Connecticut, Georgia, Idaho, Maine, Michigan, Missouri, Montana, Nevada, New Jersey, New Hampshire, Nowy Meksyk, Nowy Jork, Karolina Północna, Karolina Południowa, Pensylwania, Rhode Island, Dakota Południowa, Teksas, Utah, Wirginia, Waszyngton, Wisconsin).

W Polsce został stwierdzony w pegmatytach okolic Szklarskiej Poręby (Karkonosze), znany jest z piasków plaż bałtyckich.

## Zastosowanie
- źródło skandu, itru i pierwiastków ziem rzadkich.
- ma znaczenie naukowe i kolekcjonerskie.